# آکه
آکه یک نام خاص است. افراد قابل توجه با این نام عبارتند از:

## افراد
- آکه کالیالا (متولد ۱۹۵۰)، هنرپیشه فنلاندی